# Volkonskij

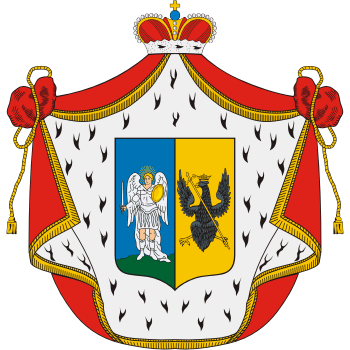
Stemma dei principi Volkonskij

La famiglia Volkonskij, in russo Волконский? è una famiglia appartenente alla nobiltà russa, che si ipotizza discenda dai Ruriki. Ereditarono da questi alcune terre nei pressi del fiume Volkon nei secoli delle invasioni mongole; secondo il testo dell'Almagro del 1843, per secoli i Rurik contestarono la legittimità del titolo principesco ai Volkonskij. Si ritiene che Oleg I di Chernigov, della dinastia dei Rurik, ed il principe Michele Vsevolodovic Chernigovskij, giustiziato nel 1246, siano tra gli antenati di questa famiglia. Il figlio minore di Michele ereditò proprietà presso Tarusa ed il pronipote di questi si mosse verso la regione dell'Aleksinsky dove comprò terre sulle rive del fiume Volkona (Volkchona). 
In ogni caso, benché stabilitisi a Mosca fin dal XVI secolo, non vennero considerati come discendenti dei Rurik nella stesura del Libro di velluto, compilato tra il 1682 ed il 1687.

## Membri della famiglia

### Parte maschile
- Grigorij Petrovič Volkonskij - diplomatico russo
- Grigorij Semënovič Volkonskij - generale russo
- Nikita Grigor'evič Volkonskij - ufficiale russo
- Sergej Grigor'evič Volkonskij - generale e decabrista russo
- Nikolaj Grigror'evič Repnin-Volkonskij
- Sergej Michajlovič Volkonskij (1860-1937), direttore di teatro ed amico di Sergej Pavlovič Djagilev
- Aleksandr Michajlovič Volkonskij (1866-1934), governatore di San Pietroburgo
- Vladimir Michajlovič Volkonskij (1868-1953), deputato alla Duma
- Andrej Michajlovič Volkonskij (1933-2008), compositore e maestro d'orchestra

### Parte femminile
- Anna Michajlovna Volkonskaja – nobildonna russa
- Ekaterina Alekseevna Volkonskaja – nobildonna russa
- Marija Nikolaevna Volkonskaja  – madre di Lev Nikolaevič Tolstoj
- Sof'ja Grigor'evna Volkonskaja – nobildonna russa

## Altro
- 3703 Volkonskaya – asteroide della fascia principale